# Ana de Azcuénaga de Olaguer Feliú

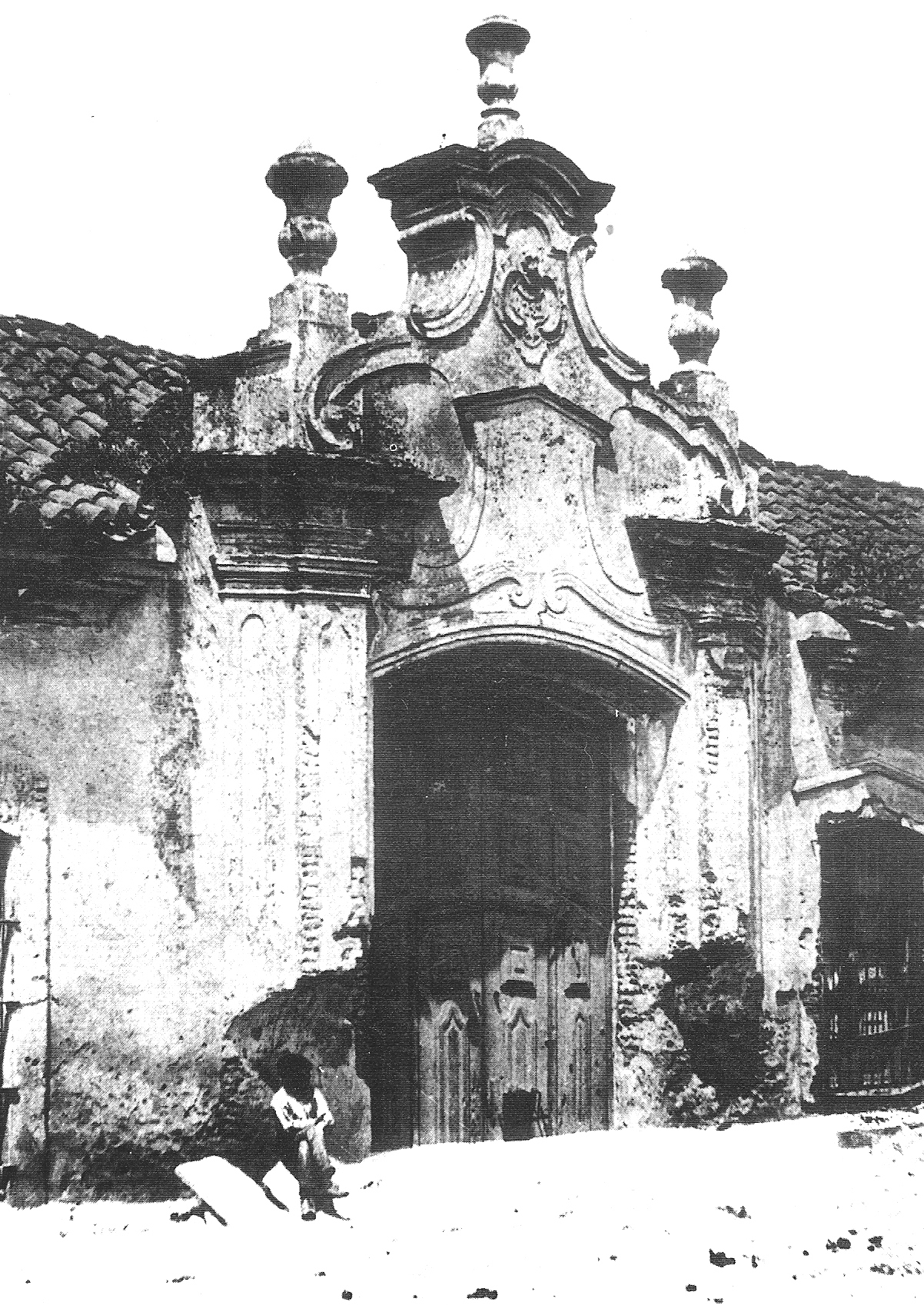
Casa de Basavilbaso, en donde Ana de Azcuénaga vivió parte de su infancia, posteriormente sería la Aduana Vieja, ubicada en calle Belgrano entre Balcarce y el Bajo.

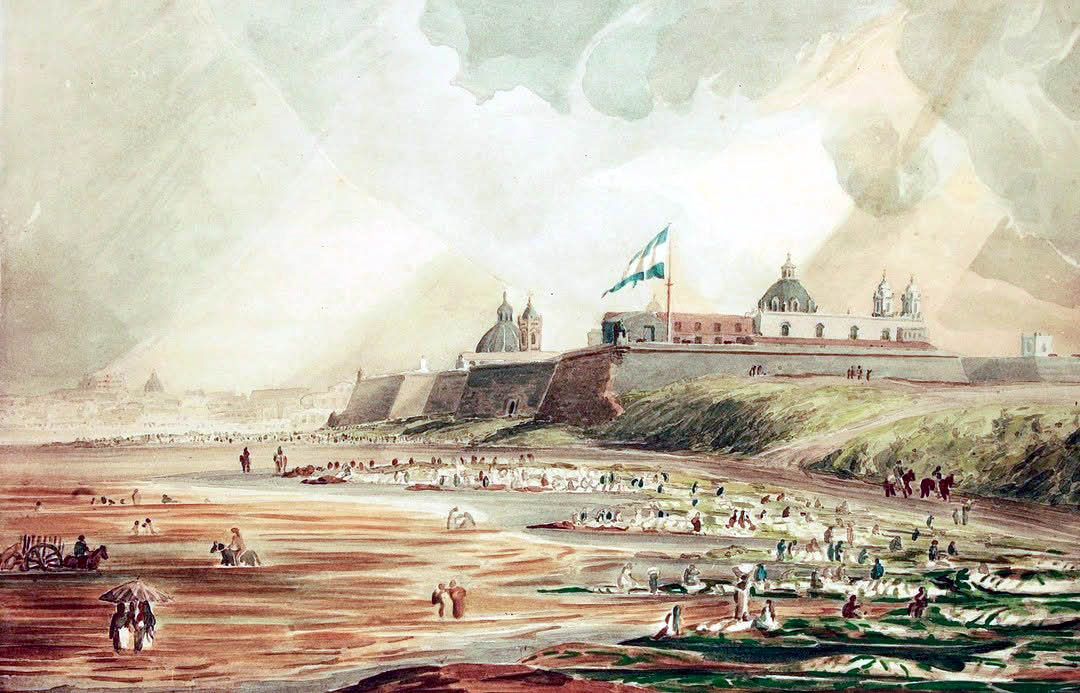
El Fuerte de Buenos Aires donde se encontraba el Palacio de los Virreyes, en la que vivió Ana mientras fue virreina.

Ana de Azcuénaga de Olaguer Feliú nació el 10 de noviembre de 1770 en la ciudad de Buenos Aires, por entonces capital de la Gobernación del Río de la Plata, entidad territorial integrante del Imperio español. Era hija de dos de las familias más distinguidas del Buenos Aires hispano: del comerciante local don Vicente de Azcuénaga, oriundo de San Pedro de Dima Durango, Vizcaya y de la porteña doña María Rosa Benedicta Basavilbaso y Urtubia, hija de don Domingo de Basavilbaso. El poder económico y político de su familia la convirtió en una de las más influyentes del territorio.
Era hermana de Miguel de Azcuénaga, futuro brigadier, héroe de las invasiones inglesas, miembro de la Junta Provisional de Gobierno del Río de la Plata e Gobernador Intendente de Buenos Aires. Sus hermanas eran; María Eugenia, casada con Agustín Antonio de Erézcano, comerciante vasco radicado en Buenos Aires; y Flora Azcuénaga, que contrajo matrimonio con Gaspar de Santa Coloma, oriundo de Álava. Enlazando así con otras de las más poderosas familias de la sociedad local, con lo cual el clan que ligaba a las tres familias (Azcuénaga - Santa Coloma - Basavilbaso) y el cual se convertiría en el más poderoso de la ciudad. Sus otros hermanos fueron: José Bruno, que ingresó en el Colegio Naval al servicio del Rey y alcanzó el grado de capitán de fragata; Vicente, que se dedicó a las milicias, y Domingo de Azcuénaga y Basavilbaso que fue un comerciante, jurisconsulto y poeta bonaerense, considerado el primer fabulista argentino.
Ana y sus hermanos crecieron en la casa de sus abuelos maternos, una lujosa casona, posteriormente conocida como la Aduana Vieja, en el barrio de Santo Domingo. Estudió sus primeras letras con maestros particulares y fue una devota asistente a misa diaria. En 1779 se mudó al barrio de la Merced, en donde que vivían los Balbastro, los Alvear, los Anchorena y los Sánchez de Velazco, (en esta última estaría el salón de Misia Mariquita).
El 2 de junio de 1788, en una ceremonia presidida por el Obispo de Buenos Aires, Ana de Azcuénaga contrajo matrimonio con don Antonio Olaguer Feliú, en ese momento brigadier e inspector general de las Tropas del Virreinato del Río de la Plata.
Sus hijos fueron: María Josefa, Manuel Olaguer Feliú y Azcuénaga, Antonio, Ramón, Francisca, Tomás, Rosa, María de la Concepción, Ana, Alejandro, Vicenta y José Olaguer Feliú y Azcuénaga.
En mayo de 1789 don Antonio Olaguer Feliú fue nombrado gobernador de Montevideo, y Ana se radicó en el fuerte de esa ciudad, donde pasó a ser llamada la gobernadora.
En 1797 al asumir Antonio Olaguer Feliú como virrey del Río de la Plata, Ana de Azcuénaga se convierte en la primera Virreina criolla, representando la máximas aspiraciones de la burguesía porteña de ese tiempo, que encumbraba a una de las suyas en un sitial antes solo reservado para españolas.
Ana fue la encargada de dotar de brillo y esplendor al Palacio de los Virreyes, ubicado en el Fuerte de Buenos Aires, amoblándola con finos muebles y enseres y convirtiendo a sus salones en el epicentro de la actividad social y cultural de la ciudad, en donde Ana recibió el saludo de la Corte porteña, en la que se aplicaba el protocolo ceremonial del Corte Virreinal de Lima, porque los usos de esa corte regían las normas del Río de la Plata. Era común verla en misa junto a sus 8 hijos, elegantemente vestida aunque sin arrogancia, demostrando siempre amor y piedad.
A partir de 1802 Ana de Azcuénga se mudó junto a su esposo a España, y al ser nombrado secretario de Estado y del Despacho de Guerra, Ana pasó a frecuentar la Corte de Carlos IV, y la reina María Luisa, asistió al Palacios de Aranjuez y del Escorial, tratando con los personajes más importantes del reino y donde fue nombrada como Excelentísima Señora.
En 1845 a los 74 años falleció en Madrid.